# Naima Wifstrand

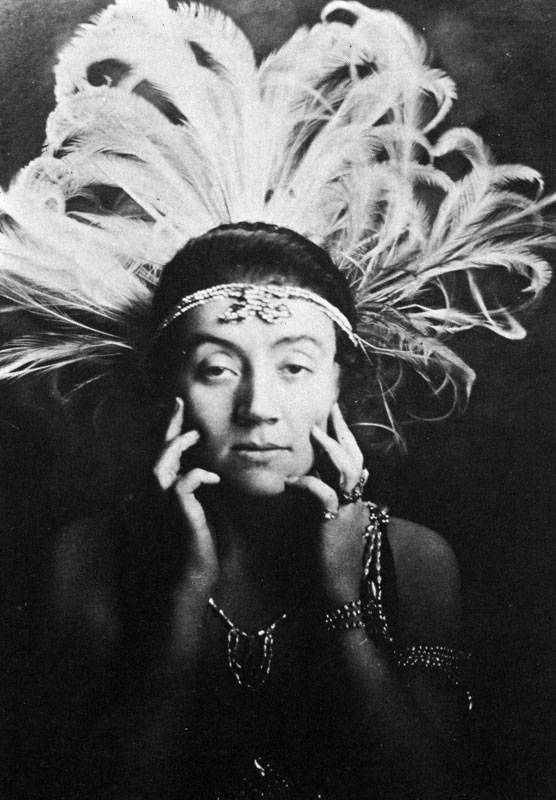
Naima Wifstrand en La princesa gitana en 1916

Naima Wifstrand (4 de septiembre de 1890 - 23 de octubre de 1968) fue una actriz, cantante, directora y compositora de nacionalidad sueca. Internacionalmente es sobre todo conocida por sus papeles de reparto llevados a cabo en sus últimos años en películas dirigidas por Ingmar Bergman.

## Biografía
Su nombre completo era Siri Naima Matilda Wifstrand, y nació en Estocolmo, Suecia, siendo criada por su madre en Fleminggatan. Wifstrand no se formó como actriz, pero aprendió el oficio cuando se sumó en 1905 cuando se integró en la compañía teatral de Anna Lundberg, una respetada empresa teatral de la época. Viajó con la compañía durante varios años, haciendo pequeños papeles y trabajos como extra. Finalmente obtuvo papeles de mayor relevancia en teatros de Helsinki y la zona de Estocolmo. Sin embargo, en esa época ella únicamente quería ser cantante. Y fue como cantante de operetas como alcanzó fama y llegó a disfrutar de una exitosa carrera en su país a lo largo de treinta años (sus papeles hablados vinieron después, cuando en los años 1940 pasó gradualmente a la interpretación, llegando a ser una de las mejores actrices de carácter y de reparto, tanto teatrales como cinematográficas, de Suecia).
Wifstrand había estudiado música y canto en la Real Academia Sueca de Música, y en 1910 fue a Londres, donde aprendió de Raymond von zur Mühlen. Actuó en el Teatro Oscar (el más importante de Suecia dedicado a la opereta y los musicales) entre 1913 y 1918, y durante años viajó en gira por Escandinavia. Su gran oportunidad llegó gracias al papel de Condesa Stasi en la opereta de Emmerich Kálmán La princesa gitana en 1916. En los años 1920 trabajó principalmente en teatros de ópera de Oslo y Copenhague. Durante muchos años vivió en Londres, donde también interpretó canciones de trovador acompañada únicamente por su guitarra. Una de sus curiosidades fue su participación en los primeros balbuceos de la televisión en el Reino Unido, siendo Wifstrand una de las primeras "estrellas televisivas" en actuar en el medio.
En 1937, el director teatral Per Lindberg la escogió para actuar en la pieza de Bertolt Brecht La ópera de los tres centavos, producción que alcanzó un enorme éxito, y que se representó en gira con el Riksteatern. Cuando Bertolt Brecht abandonó Alemania por culpa del nazismo, vivió un tiempo en Suecia, donde escribió el personaje de Madre Coraje y sus hijos pensando especialmente en Wifstrand. Sin embargo, ella nunca llegó a interpretar esa obra, que llegó a ser una de las más exitosas de Brecht. El escritor recibió apoyo personal y financiero de Wifstrand durante su exilio en Suecia.
En los años 1940 Wifstrand planeó retirarse como actriz teatral y dedicarse a la dirección, primero en la Ópera Real de Estocolmo en 1944–1946. Sin embargo, y debido al éxito de algunos papeles de reparto en películas suecas de la época, en las que la actriz sorprendió a la crítica por sus interpretaciones, varios jóvenes directores teatrales y cinematográficos suecos le ofrecieron papeles. Uno de esos directores fue Ingmar Bergman, llegando a ser Wifstrand una de las actrices que más tiempo colaboró con el cineasta. Formó parte de la compañía de Bergman (1954–1961) en los legendarios años del Malmö Opera, y participó en las películas Smultronstället, Sonrisas de una noche de verano y El rostro, entre otras. Además, también trabajó en el recién fundado Stockholms stadsteater en 1962–1963 y en el Göteborgs stadsteater a partir de 1964.
Naima Wifstrand falleció en Estocolmo en  el año 1968. Fue enterrada en el Cementerio Norra begravningsplatsen de esa ciudad. Había estado casada con el capitán Erling Nielsen entre 1921 y 1928.

## Filmografía (selección)

### Actriz
- 1927 : Eleganta svindlare
- 1931 : Pjerrot
- 1931 : Pjerrot græder
- 1943 : Kungsgatan
- 1944 : Sabotage
- 1944 : En dotter född
- 1945 : Sten Stensson kommer till stan
- 1946 : Djurgårdskvällar
- 1946 : Jag älskar dig, argbigga
- 1946 : Hotell Kåkbrinken
- 1946 : Stiliga Augusta
- 1947 : Folket i Simlångsdalen
- 1947 : Två kvinnor
- 1947 : Konsten att älska
- 1947 : Nattvaktens hustru
- 1947 : Det kom en gäst
- 1947 : Livet i Finnskogarna
- 1947 : Den långa vägen
- 1948 : Kvinnan gör mig galen
- 1948 : Lappblod
- 1948 : Soldat Bom
- 1948 : Hammarforsens brus
- 1948 : Solkatten
- 1948 : Musik i mörker
- 1948 : Flottans kavaljerer
- 1948 : De kämpade sig till frihet
- 1948 : Ådalens poesi
- 1949 : Hin och smålänningen
- 1949 : Skolka skolan
- 1949 : Singoalla
- 1949 : Törst
- 1950 : Svensk vardag
- 1950 : Fästmö uthyres
- 1950 : Södrans revy
- 1951 : Puck heter jag
- 1952 : För min heta ungdoms skull
- 1952 : Kvinnors väntan
- 1952 : Säg det med blommor
- 1953 : Vingslag i natten
- 1953 : Malin går hem
- 1953 : Vägen till Klockrike
- 1953 : Ursula – flickan i finnskogarna
- 1955 : Sonrisas de una noche de verano
- 1955 : Kvinnodröm
- 1955 : Het är min längtan
- 1955 : Danssalongen
- 1955 : Paradiset
- 1955 : Den underbara lögnen
- 1956 : Häxan
- 1956 : Flickan i frack
- 1957 : Smultronstället
- 1957 : Sjutton år
- 1958 : El rostro
- 1960 : Domaren
- 1961 : Briggen Tre Liljor
- 1962 : Nils Holgerssons underbara resa
- 1966 : Myten
- 1966 : Nattlek
- 1968 : La hora del lobo
- 1968 : Vindingevals

### Guionista
- 1931 : Pjerrot græder

## Teatro (selección)

### Actriz
- 1905 : Andersson, Pettersson och Lundström, de Frans Hodell y Emil Norlander, compañía Anna Lundberg
- 1905 : Stabstrumpetaren, de Gustav Steffens, compañía Anna Lundberg
- 1906 : Geishan, de Sidney Jones, Owen Hall y Harry Greenbank, dirección de Axel Ringvall, compañía August Bodén
- 1906 : Boccaccio, de Franz von Suppé, Camillo Walzel y Richard Genée, compañía Albert Ranft[2]
- 1906 : Les brigands, de Jacques Offenbach, Henri Meilhac y Ludovic Halévy, Teatro Oscar
- 1907 : La viuda alegre, de Franz Lehár, Victor Léon y Leo Stein, Teatro Oscar
- 1907 : Ambassadören, de Claude Terrasse, Robert de Flers y Gaston Arman de Caillavet, dirección de Emil Linden, Teatro Oscar[3]
- 1908 : El murciélago, de Johann Strauss II, Karl Haffner y Richard Genée, Teatro Oscar[4]
- 1909 : Boccaccio, de Franz von Suppé, Camillo Walzel y Richard Genée, Teatro Oscar
- 1909 : Dollarprinsessan, de Leo Fall, Alfred Maria Willner y Fritz Grünbaum, compañía Albert Ranft
- 1909 : Höstmanöver, de Emmerich Kálmán, Karl von Bakonyi y Andor Gábor, Teatro Oscar
- 1910 : El estudiante mendigo, de Karl Millöcker, Richard Genée y Friedrich Zell, compañía Albert Ranft
- 1910 : Boccaccio, de Franz von Suppé, Camillo Walzel y Richard Genée, Stora Teatern, Gotemburgo
- 1911 : Höstmanöver, de Emmerich Kálmán, Karl von Bakonyi y Andor Gábor, Teatro Oscar
- 1913 : Den käre Augustin, de Leo Fall, Rudolf Bernauer y Ernst Welisch, compañía Albert Ranft[5]
- 1913 : Boccaccio, de Franz von Suppé, Camillo Walzel y Richard Genée, Stora Teatern, Gotemburgo[6]
- 1914 : Wunderschönt, de Alfred Fjelner
- 1914 : På tu man hand, de Franz Lehár, Alfred Maria Willner y Robert Bodanzky, dirección de Carl August Söderman, Teatro Oscar
- 1915 : Madame Szibill, de Victor Jacobi, Max Brody y Franz Martos, dirección de Oskar Textorius, Teatro Oscar
- 1916 : La princesa gitana, de Emmerich Kálmán, Leo Stein y Béla Jenbach, dirección de Oskar Textorius, Teatro Oscar
- 1917 : Das Dreimäderlhaus, de Alfred Maria Willner, Heinz Reichert, Franz Schubert y Heinrich Berté, Teatro Oscar[7]
- 1917 : La princesa gitana, de Emmerich Kálmán, Leo Stein y Béla Jenbach, Centralteatret
- 1917 : Kejsarinnan Maria Théresia, de Leo Fall, Julius Brammer y Alfred Grünwald, dirección de Oskar Textorius, Teatro Oscar[8]
- 1918 : Kejsarinnan Maria Théresia, de Leo Fall, Julius Brammer y Alfred Grünwald, National Scala, Copenhague
- 1919 : Stambuls ros, de Leo Fall, Julius Brammer y Alfred Grünwald, National Scala, Copenhague
- 1919 : Lille hertigen, de Charles Lecocq, Henri Meilhac y Ludovic Halévy, dirección de Elvin Ottoson, Teatro Oscar
- 1920 : Boccaccio, de Franz von Suppé, Camillo Walzel y Richard Genée, dirección de Carl Barcklind, Teatro Oscar[9]
- 1920 : Röda rosor, de Franz Lehár, Julius Brammer y Alfred Grünwald, dirección de August Bodén, Stora Teatern de Gotemburgo[10]
- 1920 : Geishan, de Sidney Jones, Owen Hall y Harry Greenbank, Teatro Oscar
- 1920 : Dollarprinsessan, de Leo Fall, Alfred Maria Willner y Fritz Grünbaum,  Stora Teatern de Gotemburgo
- 1921 : Damen i hermelin, de Jean Gilbert, Rudolph Schanzer y Ernst Welisch, dirección de Carl Barcklind,[11] Teatro Oscar
- 1921 : Sista valsen, de Oscar Straus, Julius Brammer y Alfred Grünwald, dirección de Carl Barcklind, Teatro Oscar[12]
- 1921 : Don Cesar, de Rudolf Dellinger y Oscar Walther, dirección de Albert Ranft y Elvin Ottoson, Stora Teatern de Gotemburgo[13]
- 1921 : El estudiante mendigo, de Karl Millöcker, Richard Genée y Friedrich Zell, dirección de Elvin Ottoson, Teatro Oscar[14]
- 1921 : Les brigands, de Jacques Offenbach, Henri Meilhac y Ludovic Halévy, dirección de Albert Ranft, Teatro Oscar
- 1922 : Lilla helgonet, de Florimond Hervé, Henri Meilhac y Albert Millaud, Stora Teatern de Gotemburgo[15]
- 1922 : Prinsessan Olala, de Jean Gilbert, Rudolf Bernauer y Rudolf Schanzer, dirección de Carl Barcklind, Teatro Oscar
- 1922 : Ställ er i kön, de Karl Gerhard, Folkan
- 1922 : Bajadären, de Julius Brammer, Alfred Grünwald y Emmerich Kálmán, Stora Teatern de Gotemburgo[16]
- 1923 : Bajadären, de Julius Brammer, Alfred Grünwald y Emmerich Kálmán, dirección de Nils Johannisson, Teatro Oscar
- 1923 : Katja, de Leopold Jacobson, Rudolph Österreicher y Jean Gilbert, Stora Teatern de Gotemburgo[17]
- 1924 : Frasquita, de Alfred Maria Willner, Heinz Reichert y Franz Lehár, dirección de Nils Johannisson, Teatro Oscar
- 1924 : Kvinnan i purpur, de Jean Gilbert, Leopold Jacobson y Rudolf Oesterreicher, dirección de Nils Johannisson, Teatro Oscar[18]
- 1925 : Skuggan, de Dario Nicodemi, dirección de Nils Johannisson, Svenska teatern de Estocolmo[19]
- 1925 : Frasquita, de Alfred Maria Willner, Heinz Reichert y Franz Lehár, Oslo
- 1925 : La viuda alegre, de Franz Lehár, Victor Léon y Leo Stein, Centralteatret
- 1925 : Orloff, de Ernst Marischka y Bruno Granichstaedten, dirección de Nils Johannisson, Teatro Oscar[20]
- 1927 : Drottning Helena, de Oscar Straus, Ernst Marischka y Bruno Granichstaedten, dirección de Naima Wifstrand, Folkan[21]
- 1930 : Kejsarinnan Maria Theresia, de Leo Fall, Julius Brammer y Alfred Grünwald, dirección de Oskar Textorius, Vasateatern[22]
- 1930 : Orloff, de Bruno Granichstaedten y Ernst Marischka, dirección de Naima Wifstrand, Vasateatern[23]
- 1932 : Toni, de Gina Kaus, dirección de Naima Wifstrand, Nya Intima teatern
- 1932 : Shåbåten, de Lennart Bernadotte, Nya Intima teatern
- 1936 : La ópera de los tres centavos, de Bertolt Brecht y Kurt Weill, dirección de Per Lindberg, Riksteatern
- 1938 : Señora Carrars gevär, de Bertolt Brecht, dirección de Herman Greid, Odeonteatern de Estocolmo
- 1939 : Fru Diktatorn, de Kaj Munk, Riksteatern
- 1940 : Familjen Andersson, de Johan Borgen, Riksteatern
- 1941 : Rid i natt, de Vilhelm Moberg, Riksteatern
- 1941 : Peer Gynt, de Henrik Ibsen, dirección de Per Lindberg, Riksteatern
- 1943 : Tre valser, de Oscar Straus, Paul Knepler y Armin Robinson, dirección de Leif Amble-Naess, Teatro Oscar[24]
- 1946 : Kleptomani och gröna skogar, de Sune Bergström y Einar Molin, dirección de Bengt Ekerot, Vasateatern[25]
- 1947 : Lorden från gränden, de Noel Gay y L. Arthur Rose, dirección de Nils Poppe, Södra Teatern
- 1949 : Annie Get Your Gun, de Irving Berlin, Dorothy Fields y Herbert Fields, dirección de Sven Aage Larsen, Teatro Oscar[26]
- 1950 : Farväl till 40-talet, de Kar de Mumma, dirección de Sven Paddock, Södra Teatern
- 1951 : Colombe, de Jean Anouilh, dirección de Henrik Dyfverman, Malmö stadsteater
- 1951 : Espectros, de Henrik Ibsen, dirección de Henrik Dyfverman, Malmö stadsteater
- 1952 : Mordet i Barjärna, de Ingmar Bergman, dirección de Ingmar Bergman, Malmö stadsteater[27]
- 1952 : Kronbruden, de August Strindberg, dirección de Ingmar Bergman, Malmö stadsteater[28]
- 1953 : La casa de Bernarda Alba, de Federico García Lorca, dirección de Karin Kavli, Malmö stadsteater
- 1953 : Flickan och gudarna, de Bertolt Brecht, dirección de Hans Dahlin, Malmö stadsteater
- 1953 : Liolá, de Luigi Pirandello, dirección de Mimi Pollak, Dramaten
- 1954 : Intermezzo, de Jean Giraudoux, dirección de Lars-Levi Laestadius, Malmö stadsteater
- 1954 : Spöksonaten, de August Strindberg, dirección de Ingmar Bergman, Malmö stadsteater[29]
- 1955 : Trämålning, de Ingmar Bergman, dirección de Ingmar Bergman, Malmö stadsteater[30]
- 1955 : Noche de reyes, de William Shakespeare, dirección de Lars-Levi Laestadius, Malmö stadsteater
- 1956 : Bruden utan hemgift, de Aleksandr Ostrovskij, dirección de Ingmar Bergman, Malmö stadsteater[31]
- 1956 : Kittelflickarens bröllop, de John Millington Synge, dirección de Mats Johansson, Malmö stadsteater
- 1957 : Doña Rosita la soltera, de Federico García Lorca, dirección de Frank Sundström, Malmö stadsteater
- 1957 : Peer Gynt, de Henrik Ibsen, dirección de Ingmar Bergman, Malmö stadsteater[32]
- 1958 : Sagan, de Hjalmar Bergman, dirección de Ingmar Bergman, Malmö stadsteater[33]
- 1958 : Fausto, de Johann Wolfgang von Goethe, dirección de Ingmar Bergman, Malmö stadsteater
- 1958 : Silverbröllop, de Michael Clayton Hutton, dirección de Per Gerhard, Vasateatern[34]
- 1959 : El sueño, de August Strindberg, dirección de Bengt Ekerot, Malmö stadsteater
- 1960 : Äventyret, de Gaston Arman de Caillavet y Robert de Flers, dirección de Per Gerhard, Vasateatern[35]
- 1962 : Tío Vania, de Antón Chéjov, dirección de Josef Halfen, Malmö stadsteater
- 1962 : Farmor och vår Herre, de Hjalmar Bergman, Malmö stadsteater
- 1962 : Fysikerna, de Friedrich Dürrenmatt, Stockholms stadsteater
- 1963 : El círculo de tiza caucasiano, de Bertolt Brecht y Paul Dessau, dirección de Hans Dahlin, Stockholms stadsteater
- 1963 : Bara en barberare, de Georges Schehadé, dirección de Lars-Levi Laestadius, Stockholms stadsteater
- 1963 : Farmor och vår Herre, de Hjalmar Bergman, dirección de Yngve Nordwall, Stockholms stadsteater
- 1964 : Skärmarna, de Jean Genet, dirección de Per Verner-Carlsson, Stockholms stadsteater
- 1965 : Gigi, de Colette y Vicki Baum, dirección de Lars-Levi Laestadius, Stockholms stadsteater

### Directora
- 1927 : Drottning Helena y Die Königin, de Oscar Straus, Ernst Marischka y Bruno Granichstaedten, Folkan
- 1930 : Orloff, de Bruno Granichstaedten y Ernst Marischka, Vasateatern
- 1932 : Toni, de Gina Kaus, Nya Intima teatern
- 1943 : Knutna nävar, de Vilhelm Moberg, Riksteatern
- 1944 : The Beggar's Opera, de John Gay y Johann Christoph Pepusch, Kungliga operan